# Quirino (Isabela)
Quirino (Bayan ng Quirino) är en kommun på Filippinerna. Kommunen ligger på ön Luzon, och tillhör provinsen Isabela. Folkmängden uppgick 2012 till 19 986 invånare.

## Barangayer
Quirino delas in i 21 barangayer.
| - Binarzang - Cabaruan - Camaal - Dolores - Luna - Manaoag - Rizal - San Isidro - San Jose - San Juan - San Mateo | - San Vicente - Santa Catalina - Santa Lucia (Pob.) - Santiago - Santo Domingo - Sinait - Suerte - Villa Bulusan - Villa Miguel (Ugak) - Vintar |